# Temnora engis
Temnora engis is een vlinder uit de familie van de pijlstaarten (Sphingidae). De wetenschappelijke naam van de soort werd in 1933 gepubliceerd door Heinrich Ernst Karl Jordan.